# Sacchettificio Monzese
La Sacchettificio Monzese è stata un'azienda cartaria italiana, con sede a Monza. La sua attività era la produzione industriale di buste, sia da lettera che a sacco, di vari formati.

## Storia
Nel 1953 Cesare Rovelli e Adalgisa Genovesi fondano il Sacchettificio Monzese. Inizialmente le buste sono confezionate interamente a mano. Tre anni dopo diversificano la produzione, che va dalle buste sino alle scatole dei panettoni Motta.
Dal 1970 l'azienda cambia sede e acquista la prima macchina automatica per la confezione dei sacchetti.
Nel 1992, alcune buste prodotte dall'azienda in collaborazione con la cartiera finlandese Veitsiluoto Oy vengono iscritte nel Guinness dei primati come le buste più grandi del mondo. La più grande di esse misura 736 x 516 cm, e pesa 10,266 kg. Nel 1996 L'azienda si trasferisce nella sede di Vimercate e due anni dopo ottiene la certificazione Forest Stewardship Council.
Nel 2009 l'azienda vince il premio "Brianza Economica" della Camera di Commercio Industria Artigianato e Agricoltura Monza e Brianza.
Nel 2010 viene brevettata la busta EnvEcoLaser (Envelope Ecological Laserprint), idonea al passaggio in stampante laser. Inoltre, l'azienda ottiene la certificazione Programme for the Endorsement of Forest Certification schemes.
Nel 2012 l'azienda richiede un concordato preventivo e volontario per fallimento.